# انفتال المعدة
أعراض مرض في المعدة
اضطرابات في الوظائف الرئيسية هي مجموعة من الأعراض المرض مميزة في أمراض المعدة. أهم الاعراض - انحراف الذوق، والتغيرات في الشهية، وزيادة العطش، والتجشؤ، وحرقة، والغثيان، والتقيؤ وآلام.
خلل الذوق
المرضى الذين يعانون من المعدة وغالبا ما يلاحظ وجود طعم غير سارة في الفم، أو تبلد الأحاسيس الذوق. في هذه الحالة، يفحص تجويف الفم وعادة ما تكون مغلفة اللسان. وذلك لأن تتضخم ظهارة لغة، غائم، تقشر جزئيا وتغطي اللغة بوصفها بطبقة بيضاء اللون الرمادي. التهاوي ظهارة متوسف وتسبب طعم غير سارة في الفم. وهناك طبقة سميكة من ظهارة حذفها، وعلاوة على ذلك، المنكهات تعيق الوصول إلى براعم الذوق، مما أدى إلى الغذاء يبدو طعم.
طعم غير سارة في الفم والتبلد من الأحاسيس طعم يرافقه النزلات الحادة والمزمنة للمعدة، وعندما يكون لديهم قيمة تشخيصية.
تغير في الشهية
شهية هي عامل مهم جدا لتنظيم وجبات الطعام. الجميع يعرف تأثيره على اللعاب، إفراز المعدة (عصير لذيذ)، وظيفة المحرك لها.
تغييرات في الشهية قد يكون من أصل المركزي، أي. أي تعتمد على تأثير الجهاز العصبي المركزي والمحيطي الأصل، أي. أي رد الفعل أساسا تطوير من الجهاز الهضمي. التغيرات في الشهية أصل المركزية أعربت في انتهاك حقوقه (صدمة عصبية بعد عميقة، مختل عقليا، وهلم جرا. ن.). وفيما يتعلق بالتغييرات في شخصية هامشية الشهية، وكثيرا ما لوحظ أنهم في أمراض المعدة. بعض أمراض المعدة يرافقه انعدام تام للشهية، بينما لا يزال آخرون الشهية الطبيعية، وزيادة الشهية في المركز الثالث.
لوحظ فقدان تام للشهية (فقدان الشهية) في الزكام الحاد وسرطان المعدة. في التهاب المعدة الحاد لا الشهية تماما، وفكر في الغذاء بالاشمئزاز. فقدان الشهية في سرطان المعدة - وهي ظاهرة شائعة جدا، إلى تطوير في المراحل المبكرة من المرض.
انخفاض في الشهية في التهاب المعدة المزمن. بمجرد أن المريض يبدأ الأكل، خسر بالفعل الشهية، وقال انه عادة ما يحاول إثارة له بعض الطعام حار حار. يتم تقليل الشهية أيضا عندما المحرك فشل المعدة على أساس العضوية أو غير العضوية تضيق البواب، يرافقه تأخر الكتابة في المعدة أو تفريغ كاملة.
الحفاظ على الشهية يمكن أن يكون ميزة مهمة في التشخيص، مثل القرحة الهضمية (ولكن غالبا ما يكون المريض يتجنب المواد الغذائية خوفا من الألم لاحقا). المرضى الذين يعانون من فرط في كثير من الأحيان الحاجة المتكررة لتناول الطعام لتهدئة podlozhechkoy عدم الراحة، وقادرة على الوصول إلى درجة من ألم شديد (ألم الجياع).
انحراف الشهية. في بعض أمراض المعدة ويتميز موقف انتقائي من المرضى إلى نوع معين من الطعام. لذلك، على سبيل المثال، التهاب المعدة والسرطان غالبا ما يكون استياءه من اللحوم، عندما ahilii - الأطعمة الدهنية.
زيادة العطش
لوحظ زيادة العطش وتناول السوائل بشكل متكرر (عطاش) في أمراض المعدة ليس في كثير من الأحيان - أساسا عندما فرط والحركية الفشل. وتستند الحاجة لتناول مشروب مع غزير المعدة عصير المعدة الحمضية على التجربة، أن الألم وعدم الراحة، وأحيانا هدأ عن طريق تربية محتويات المعدة الحمضية جدا. زيادة العطش يعانون من إعاقة حركية (تحت قيود البواب والتوسع الكبير في المعدة) يرجع ذلك إلى حقيقة أن الماء العالقة في المعدة، وتقريبا لا يمتص، بحيث يأتي الماء استنزاف أنسجة الجسم.
التجشؤ
تحت التجشؤ عادة فهم الظواهر التاليين: 1) خطوة مفاجئة ورنان أحيانا عن طريق الفم الهواء، المتراكمة في المعدة أو المريء، هو التجشؤ فارغة أو التجشؤ الهواء (تجشؤ)، و 2) يخطو إلى الفم جزء صغير من محتويات المعدة عادة مع الهواء تجشؤ - تجشؤ هو الغذاء (regurgitatio). التجشؤ آلية هو الحد من العضلات في المعدة مع فتحة القلب المفتوح.
التجشؤ الهواء يمكن أن تنتج بسبب ابتلاع الهواء (بلع الهواء)؛ في هذه الحالة، بل هو أحيانا بصوت عال جدا، مسموعة عن بعد والتي لوحظت في بعض أشكال العقلي المعدة.
معظم قلس ويرجع ذلك إلى تكوين الغازات في المعدة يصرخ التخمر في المعدة غير طبيعي. عادة ما يرتبط التخمير مع تأخر إفراغ المعدة، مع قدر من الازدحام، والغاز هو عادة عديم الرائحة (ثاني أكسيد الكربون). ولكن في بعض الحالات، والتجشؤ له رائحة البيض الفاسد (كبريتيد الهيدروجين). وهذا يدل على الانحطاط ذهب بعيدا من البروتينات (التي تحتوي على الكبريت)، الذي هو سمة من التهاب المعدة المزمن، فضلا عن التوسع في المعدة لإفراغ هذا التأخير. تجشؤ منتفخة في الصباح على معدة فارغة هي من سمات تضيق البواب (تندب بعد قرحة) مع التوسع الكبير للمعدة والركود وفيرة.
التجشؤ المواد الغذائية - انها في جوهرها القيء، من دون بذل الكثير من الجهد ودون غثيان مسبق، ولكن في كثير من الأحيان في الوقت نفسه جشاء الغاز. التجشؤ محتويات المعدة في حين فرط قد تكون حمضية. قلس الحمض خاصة، وحرق الشفاه، ويحدث في نوبة من فرط، مثل خلال هجوم من ألم في قرحة في المعدة.
التجشؤ الطعم المر غالبا ما يحدث في الحموضة والطعم المر يعتمد على peptones وعند رمي في المعدة من الصفراء الإثني عشر.
وتشير التجشؤ الزبدة الفاسدة غير سارة الحموضة المنخفضة أو عدم وجود حمض الهيدروكلوريك المجانية وتأخير في إفراغ المعدة. ويتكون من النفط، ومنتجات الألبان وغيرها من الأحماض العضوية التي تظهر في المعدة نتيجة لعملية التخمر.
التجشؤ مميزة رائحة عفنة من ملحقات كبيرة من المعدة والحموضة المنخفضة أو أخيل والركود في ذلك (على سبيل المثال سرطان المعدة).
حرقة في المعدة
حرقة - شعور غريب من الحرارة وحرقان في الجزء السفلي من المريء. كان متصلا، على الأرجح، مع تشنج ويعتمد ابتلع كمية صغيرة من محتويات المعدة الحمضية. حرقة نفس الآلية كما في قلس، ولكن ليس لاجتر السائل يصل الفم.
حرقة في معظم الأحيان مظهرا من مظاهر حموضة محتويات المعدة (75٪)، ولكن يمكن أن تحدث في درجة الحموضة العادية (10٪ من الحالات)، وبتكلفة منخفضة (10٪)، وحتى في حالة عدم وجود الرقم الهيدروجيني (5٪). كثيرا ما لوحظ حرقة في نمو غير طبيعي في الأحماض التخمر في المعدة (زبدي، اللبنيك وغيرها.) في حالة فشل المحرك لها.
غثيان
الغثيان والتقيؤ يمكن أن يكون قبل أو مرحلة الظاهرة مستقلة. تحت المرض ونحن نفهم شعور غير سار (ضغط) في المعدة، يرافقه الجلد شاحب، والدوخة، واللعاب، برودة الأطراف، انخفاض في ضغط الدم والإغماء في بعض الأحيان. كل هذا - علامات ارتفاع ضغط الدم من العصب المبهم. آلية الغثيان، على ما يبدو، يمكن تخفيضها إلى تقلصات قوية مفاجئة من المعدة وتهيج في الضفيرة العصبية في البطن.
الغثيان يمكن أن يكون أصل المركزي (على مرأى من شيء غير سارة، إذا مثير للاشمئزاز رائحة "غثيان"، حتى على التفكير في أشياء غير سارة)، وكذلك، الطرفية، منعكسة من جانب كل من المعدة وكذلك العديد من الأجهزة الأخرى (الكبد، المرارة، الزائدة الدودية والكلى، الخ). في كثير من الأحيان يمكن أن يكون سبب، على سبيل المثال، الضغط على الضفيرة العصبية، وبخاصة الشريان الأورطي الشمسية والمصب. ربما تمتد الضفيرة تلعب دورا، ومع الشكاوى المتكررة من الغثيان بعد الأكل مباشرة في هذا الإغفال من أحشاء البطن. يمكنك أيضا شرح الغثيان بعد وجبات الطعام في المرضى الذين يعانون من التهاب المعدة وسرطان المعدة، حيث يمكننا أن نفترض، جنبا إلى جنب مع نقص التوتر في المعدة، أو أن درجة التوسع وإطراق. الغثيان هو في كثير من الأحيان nezheludochnogo الأصل، ويجب أن تؤخذ هذه الحقيقة بعين الاعتبار عند تقييم هذه الأعراض.
قيء
ويسمى القيء غير الطوعي متشنج طرد محتويات المعدة عن طريق الفم. في كثير من الأحيان هو عمل وقائي ردا على ضرب في المعدة من مادة، لها مزعج.
القيء آلية تتكون من سلسلة من الحركات المنسقة: البواب يقترب، وإنهاء الحركة في المعدة، والحد في الجزء البواب في المعدة وملء أسفل؛ ثم يأتي افتتاح الفؤاد وملء المريء. على حد سواء من خلال دعم حركات عضلات الجهاز التنفسي وعبدومينالس إجبارهم الجماهير الطعام من المعدة إلى المريء. ومن المتوقع أن تجد معين مركز قيء والنخاع المستطيل بالقرب من مركز السعال والتنفس.
هناك القيء المركزي والمحيطي. التقيؤ من أصل المركزي والنفسية (على سبيل المثال من ذاكرة واحدة، أو هستيري) والدماغ (عن طريق زيادة الضغط داخل الجمجمة)، سامة (مثل بولينا)، والقيء سببتها بعض الوسائل التي تعمل مباشرة على مركز التقيؤ (مثل آبومورفين). وهناك سمة مميزة للقيء المركزي هو المثابرة، وعدم وجود الإغاثة من بعدهم، وفجائية مظهرها دون غثيان السابق.
قد تحدث ردة فعل هامشية أو القيء نتيجة لتحفيز مجموعة متنوعة من الأعصاب الحسية. ولكن هناك أماكن خاصة منها أسهل للحصول على رد الفعل تهيج هفوة: هو جذر اللسان، والحنك الرخو والبلعوم والغشاء المخاطي للمعدة وسطح الغشاء البريتوني.
هناك طبيعة المعدة بعد القيء.
1. القيء من تهيج الأغشية المخاطية
أ) المواد الكيميائية المختلفة المحاصرين في المعدة، مثل القلويات القوية أو حمض المعدنية، وكلوريد الزئبق والزرنيخ وم ص؛
ب) المواد الطبية (الديجيتال، أدونيس، عرق الذهب، وما إلى ذلك)؛
ج) الغذائية أو غضب كيميائيا، مثل الزبدة الفاسدة واللحوم الفاسدة، وهلم جرا. ن.، أو نتيجة لتجاوز الطعام سهل الهضم الصعب. التقيؤ بسبب تهيج الغشاء المخاطي للمعدة هو عادة في وقت مبكر (قريبا بعد الأكل) وفيرة قليلا، لأن محتوى كبير من المعدة غير ممكن بسبب هفوة لا ارادي. هذا النوع من القيء لوحظ في عسر الهضم، والتهاب المعدة وفي المراحل المبكرة من السرطان.
2. القيء المقرر أن تضيق الوظيفي للبوابة المعدة (pilorospazm) هو دائما الغذاء، وحامض جدا في الغالب (حمض الهيدروكلوريك)، يظهر في 2-6 ساعات بعد تناول وجبة (مدة الهضم في المعدة) والتي لوحظت في فرط والقرحة.
يتميز 3. القيء المقرر أن تضيق العضوية من بوابة المعدة (تضيق البواب) من خلال استمرار وفرة. وغالبا ما يأتي في وقت متأخر من المساء أو الليل، على فترات من بضعة أيام. في تضيق الحميد (تندب بعد قرحة) طعم -rvota الحامض، وفي الخبيث (السرطان) - في كثير من الأحيان فاسدة.
وبالإضافة إلى الغشاء المخاطي في المعدة، وكامل سطح الغشاء البريتوني يمكن أن تكون مصدرا من التقيؤ. القيء هو الرفيق الدائم لجميع التهاب الصفاق (في الهجوم الزائدي، التهاب حوائط المرارة، محيط، وما إلى ذلك). غالبا ما يكون هناك القيء بسبب تهيج المسالك الصفراوية من الأعصاب الحسية (المغص الكبدي) والحوض الكلوي (مغص كلوي)، الأعضاء التناسلية لدى النساء (التهاب الرحم والزوائد). كل هذه ما يسمى القيء لا ارادي تتميز حقيقة أنها لا تتوقف، على الرغم من تفريغ كامل للمعدة.
القيء في أمراض المعدة من المهم جدا أعراض التشخيص. عندما التقييم التشخيصي للقيء وينبغي النظر في: 1) بداية القيء، 2) كمية القيء، 3) رد فعلهم و4) الشوائب محتويات المعدة.
الوقت من بداية القيء. القيء يحدث صام الصباح وفي التهاب المعدة الكحولي بسبب تراكم أكثر من ليلة - في كثير من الأحيان في المريء مما كانت عليه في المعدة - اللعاب والمخاط فرط وفي المعدة بسبب تراكم كمية كبيرة من السوائل الحمضية جدا فاصل متواصل من عصير المعدة.
القيء بعد الأكل مباشرة لوحظ (5-10 دقائق) فرط الحساسية في المعدة ذات طبيعة محلية، مثل القرحة وسرطان جزء القلب من المعدة، أو الناتج عن عصاب العام (الهستيريا).
التقيؤ بعد 2-3 ساعات بعد تناول وجبة في منتصف سمة الجهاز الهضمي من المعدة والقرحة وسرطان المعدة.
التقيؤ بعد 4-6 ساعات بعد تناول الطعام هناك مع قرحة الإثني عشر والتهاب القناة التنفسية المزمنة في المعدة مع كبير atoniej عضلاته، وخاصة إذا أدى ونى بالفعل إلى التوسع في المعدة.
لا يزال القيء في وقت لاحق - .. 6-12 ساعة أو أكثر بعد وجبة الطعام، أي القيء الطعام التي يتم تناولها في اليوم السابق أو حتى قبل ذلك، عندما يكون هناك تضيق البواب. هذه بداية الراحل القيء يشير إلى أن ضعف عضلات المعدة تأخذ الجمع أطول من تهيج الغشاء المخاطي في المعدة إلى التقيؤ عن طريق عبدومينالس واحدة.
عدد من القيء القيء يذكر أثناء فترة الحمل، عندما القيء الصباح من المدمنين على الكحول، والعصاب من المعدة، وهلم جرا. N. عدد يتوافق مع كمية القيء الغذاء تناولها من قبل التقيؤ بسبب النزلات المعوية. القيء وفيرة جدا عندما وانية، مدد يصب سيئة في الإثني عشر والمعدة، تضيق البواب. القدرة فيما يلي المعدة أحيانا تصبح كبيرة، وطرد محتويات المعدة يحدث إلا بعد أن يتم شغل كل شيء. هذا التقيؤ يتكرر أكثر وفرة، أقل كثيرا.
رد فعل القيء الحمضية من خلال وجود فيها للحمض الهيدروكلوريك في فرط ومحايدة - في ahilii وسرطان المعدة عندما تكون المعدة لا ينتج حمض الهيدروكلوريك أو قلوية المقرر الناتجة عن تحلل مركبات البروتين من الأمونيا في السرطان في مراحله المتقدمة مع تضيق البواب وتوسع المعدة.
الشوائب إلى القيء. وقالت إن وجود المخاط عادة عن التهاب المعدة المزمن.
ومزيج من صديد في كميات صغيرة، يمكن كشفها إلا لوحظ مجهريا في المعدة، وكميات كبيرة من القيح في القيء نادرة جدا - عندما التهاب المعدة الفلغموني أو في افتتاح تجويف قرحة في المعدة، وتقع في واحدة من الأعضاء المجاورة.
تظهر الصفراء في القيء نتيجة رميها في المعدة من الإثني عشر. لوحظ في حموضة منخفضة في المعدة أو ahilii (تفزر البواب)، على الأقل في حموضة عالية، فضلا عن فقدان انقباض بوابة المعدة (السرطان من تسلل له).
واختلاط الدم في القيء يمكن أن يكون بسبب تناول ذلك من نزيف من الغشاء المخاطي للفم بعد نزيف الأنف وهكذا دواليك، وكمية صغيرة من الدم يمكن أن تكون مختلطة في التقيؤ في أي شكل قيء عنيف، خاصة إذا تعرضت للتلف قبل الغشاء المخاطي مادة مخرشة.
الدم في القيء ووصف مجرد أصل اللازم من قبل استجواب وفحص موضوعي للمريض أن يكون قادرا على التمييز من المعدة الحقيقية النزيف (قيء دموي)، والذي يحدث في كثير من الأحيان مع القرحة وسرطان المعدة، وتليف الكبد في بعض الأحيان. القيء الدموي في القرحة الهضمية عادة ما يكون وفيرة، وغالبا الدم معها لون قرمزي، ولكن، على النقيض من النزيف الرئوي، وليس لها لون الشرايين مشرق والرغاوي أبدا. القيء الدموي القرمزية مع قرحة الهضمية بسبب النزيف في هذه القضية وهناك الكثير بسرعة، لذلك يحدث القيء في وقت قريب جدا، والدم ليس لديها الوقت للتغيير. في سرطان المعدة يحدث القيء الدموي دائما تقريبا في كميات صغيرة، ولون الدم من التأخير في المعدة والكيميائية التعديلات الهيموغلوبين تحت تأثير حمض الهيدروكلوريك يتحول اللون البني، مثل لون القهوة. هذه الميزة، ومع ذلك، لم يكن لديك شيء محدد، لأنه يمكن أن يكون في أي نزيف المعدة تتطور ببطء، إذا القيء يحدث بعد إنشائها بفترة وجيزة.
أقل من ذلك بكثير القيء الدموي يحدث في تليف الكبد الضموري. خلال الركود الوريدي له في جذور الوريد البابي تمتد إلى عروق المعدة، خصوصا في أوردة المريء السفلي. عروق الدوالي مكتظة وغالبا ما تعطي نزيف ثقيلة يمكن أن يكون مخطئا لنزيف قرحة المعدة الدوافع.
ومن مؤشرا إضافيا هاما للغاية لوقف نزيف المعدة - والالتزام بالتعليمات الأسود (القطران) البراز، لون الذي يعتمد على تشكيل الكبريت في الأمعاء الحديد من الهيموجلوبين.
في الختام، يجب علينا أن نذكر ما يسمى القيء البراز. غالبا ما يكون البراز لا حقيقية، وإلا الغذائية كتلة الراكدة، اضمحلت فاسدة، مع جزيئات البراز البني أو القذرة الأصفر البصر والشم. وتتميز هذه الأيام القيء المنخفضة انسداد الأمعاء. ولكن هناك القيء الحقيقي والبراز، مما يدل عادة على وجود اتصال (ناسور) بين المعدة والقولون المستعرض.
ألم في المعدة
من الألم - بالمعنى الدقيق للكلمة (.. حرق، والطعن، وقطع، الخ) أمر ضروري للتمييز التي تحدث في اتصال مع شعور وجبة من التوتر والضغط في المعدة، بالإضافة إلى الشعور بالثقل والتورم. الشعور بالتوتر والضغط في المنطقة شرسوفي يعتمد على زيادة peristoly (ارتفاع ضغط الدم) وجزئيا من الفائض من الطعام في المعدة. شعور من شدة ويلاحظ في حالة تورم peristola ضعيف جدا أو شبه غائبة (ضغط الدم)، في كثير من الأحيان مع إطراق.
آلام في المعدة يمكن أن تكون ذات طبيعة وأصل مختلفة. الأنواع التالية من لهم.
1. الألم المتكررة من خلال 1/2 - 3 ساعات بعد تناول الطعام هناك مع فرط الهضمي. وهناك سمة مميزة منها - دورية. في هذا المريض في الوقت نفسه هجوما من الألم غالبا ما يحدث بالضبط في ساعة معينة. ألم تبدأ عادة مع حرقان في المنطقة شرسوفي، ثم هناك آلام أكثر أو أقل متقطعة، تمزق أو الضغط أو معسر الطبيعة. الألم يزول بعد التجشؤ السائل الحامض، فضلا عن استقبال الصودا والمشروبات الدافئة. يتميز هذا النوع من الألم عن طريق قرحة المعدة.
تحدث 2. الدوري الألم بالجوع ليلا ونهارا في فرط الدائم المزمن (gastrosukkoreya) في شكل هجمات الحرق، والألم، والحفر، والتي هي قوية للغاية. مميز لظهورهم على الريق (وتعليق بعد وجبة الطعام)، وخصوصا في الليل (ما يسمى ب "الألم يلة"). يرافق هذه الآلام هي القيء حامضة جدا. بشكل خاص في كثير من الأحيان لاحظت هذا النوع من الألم في قرحة الإثني عشر.
في كلتا الحالتين، فإن الآلية هي نفس الألم. في قلب منهم - pilorospazm، التي يمكن اتباعها، وتشنج أكثر انتشارا من المعدة (gastrospazm). Pilorospazme يأتي في الوقت الذي يمكن للعصير الإثني عشر القلوية لم يعد متوسط محتويات المعدة الحمضية للغاية.
ألم من هذا النوع إلى حد ما مثل آلام حميدة (ندوب القرحة) تضيق البواب، ولكن هناك وغالبا ما يكون مصاب بمغص في الطبيعة، وتحدث في نفس الوقت مع التمعج المعدة مرئية.
3. الألم المستمر لوحظ في قرحة المعدة، معقدة أو perigastritom periduodenitom، ر. ه. الصفاق المحلي. الألم هو ثابت ومستمر ويعتمد إلى حد كبير على درجة من ملء المعدة، تي. أي كمية الطعام. يوفر سرطان المعدة في معظم الحالات أيضا الثابتة، التي تتميز استمرار الألم. لأن السرطان غالبا ما يتطور بالقرب من بوابة المعدة، قد تعيق إفراغ المعدة، وعادة ما يتم الجمع بين بدرجة أكبر أو أقل من تشنج، ثم تكرارا وشدة الألم والتشنج (بسبب التمعج)، وسحب أو شخصية مملة.
لوحظ 4. ألم الطبيعة الحشوية (بلانت تؤثر بشكل كبير على الرفاه العام) في إطراق المعدة وغيرها من أجهزة البطن. يعتمد الألم على توتر الأربطة البريتوني والضفيرة العصبية. فهي تتميز تعزيز في وضع الوقوف وضعف السريع ووقف في الكذب. أهمية التشخيص في هذا الصدد هي أيضا من أعراض الحزام، والتي تم الكشف عنها بواسطة الطريقة التالية: يصبح الطبيب المريض وظهره، وتغطي بطنه بكلتا يديه، وجمع ما يصل الماضي، والألم، وهذا يتوقف على تدلي المعدة، بينما تختفي على الفور.
5. الأزمات. مع هذا المفهوم يرتبط نوبات حادة من الألم في المنطقة شرسوفي، بغض النظر عن وجبات الطعام، وغالبا ما يرافقها تقيؤ. نموذجية لهذه الفترات. الأزمات المتكررة في فترات متفاوتة. ويرتبط ظهورها في سن مبكرة في الغالب مع الانتيابي أو فرط متقطعة. علاوة على ذلك، لوحظ ابتداء من الساعة تابس. في قاعدة هنا، ربما يكمن في عملية الجذر الظهري للحبل الشوكي على مستوى قطاعات من تشنج المعدة والمعدة المقابلة هو طابع رد الفعل. ليس هناك شك في جزء من الجهاز العصبي اللاإرادي (vagotonia) في آلية هذه نوبات الألم.